# Aleochara kiambuensis
Aleochara kiambuensis – gatunek chrząszcza z rodziny kusakowatych i podrodziny rydzenic.
Gatunek ten opisał po raz pierwszy w 1996 roku Roberto Pace na łamach „Revue suisse de Zoologie”. Jako lokalizację typową wskazano okolice Limuru w kenijskim hrabstwie Kiambu.
Chrząszcz o błyszczącym, wydłużonym w zarysie ciele długości 4,8 mm, bardziej niż u podobnej A. arrowi przysadzistym. Głowa jest czarna, o wyraźnym punktowaniu. Czułki mają człony pierwszy i drugi rude, a człony pozostałe czarne. Czarne przedplecze jest wyraźnie punktowane. Żółtawobrązowe z brązowymi brzegami zewnętrznymi, krótsze niż przedplecze pokrywy mają wyraźnie punktowaną powierzchnię. Barwa odnóży jest rudobrązowa. Czarny odwłok cechuje się punktowaniem na dwóch początkowych urotergitach oddzielonym o tylnych ich krawędzi pasmami niepunktowanego oskórka. Genitalia mają worek wewnętrzny edeagusa zaopatrzony w długi, sztyletowaty skleryt.
Owad afrotropikalny, znany wyłącznie z Kenii. Spotkany na rzędnych 2300 m n.p.m.